# 家族会議 (映画)
『家族会議』（かぞくかいぎ）は、1936年（昭和11年）4月3日公開の日本映画である。松竹キネマ製作・配給。監督は島津保次郎、主演は佐分利信。モノクロ、スタンダード、71分。
1935年（昭和10年）8月から12月にかけて新聞連載された横光利一の同名小説が原作。松竹撮影所の大船移転後の第一作目となる。及川道子の最後の出演作であり、及川は公開の2年後に病死した。第13回キネマ旬報ベスト・テン第6位。1954年（昭和29年）に中村登監督がリメイクした。また4回にわたってテレビドラマ化された。

## スタッフ
- 監督：島津保次郎
- 原作：横光利一
- 脚色：池田忠雄
- 撮影編集：桑原昴、水谷至宏
- 録音：土橋武夫
- 作曲編曲：早乙女光
- 美術監督：脇田世根一
- 監督部：吉村公三郎
- 撮影部：生方敏夫、木下惠介

## キャスト
- 重住高之：佐分利信
- 京極練太郎：高田浩吉
- 仁礼文七：志賀靖郎
- 池島信助：藤野秀夫
- 尾上惣八：水島亮太郎
- 梶原定之助：河村黎吉
- 花十：阪本武
- 丸由：斎藤達雄
- 素子：及川道子
- 忍：高杉早苗
- 清子：桑野通子
- 春子：立花泰子
- 信江：鈴木歌子
- お雪：飯田蝶子
- 店員A：小林十九二
- 店員B：山内光
- 弥兵衛：野寺正一
- おむら：江坂静子
- 芸者：若水絹子、水島光代
- 親族：石山隆嗣、河原侃二、仲英之助
- 老婆：二葉かほる
- 取引員：大山健二
- 番頭：日守新一
- 女客：高松栄子、松井潤子、浪花友子、若葉信子
- ボーイ：小藤田正一

## リメイク
『家族会議 東京篇・大阪篇』（かぞくかいぎ とうきょうへん・おおさかへん）は、1954年（昭和29年）1月15日公開の日本映画である。松竹製作・配給。監督は中村登。モノクロ、スタンダード、118分。
スタッフ
- 監督：中村登
- 脚本：池田忠雄
- 原作：横光利一
- 撮影：生方敏夫
- 音楽：黛敏郎
- 美術：浜田辰雄

キャスト
- 重住高之：高橋貞二
- 池島忍：岸恵子
- 京極錬太郎：佐田啓二
- 梶原清子：小林トシ子
- 尾上春子：月丘夢路
- 仁礼泰子：藤乃高子
- 梶原定之助：市川小太夫
- 仁礼文七：柳永二郎
- 池島信助：北竜二
- 尾上惣八：日守新一

## テレビドラマ

### 1961年版
1961年12月15日と同年12月22日の2回に渡って、TBS系列、朝日放送製作の『近鉄金曜劇場』で放送。
キャスト
- 仲谷昇
- 片岡仁左衛門
- 山村弘三
- 小山明子
- 弓恵子
- 藤沢薫他
- 環三千世
- 石浜祐二郎
- 三ツ矢歌子

スタッフ
- 脚本：戌井市郎
- 演出：柴田敏行

### 1963年版
1963年1月3日にNHK総合テレビジョンで放送。放送時間は木曜21:00 - 22:00（JST）。
キャスト
- 小林千登勢
- 高橋昌也
- 山茶花究
- 稲垣美穂子

スタッフ
- 脚本：八木隆一郎
- 演出：畑中庸生

### 1964年版
1964年11月16日から1965年2月13日まで日本テレビ系列で放送。全78回。丸善ミシン（現：ジャガーインターナショナルコーポレーション）の一社提供。放送時間は月 - 土13:00 - 13:15（JST）。
キャスト
- 川津祐介
- 家田佳子
- 梅宮辰夫
- 澄川仁恵

スタッフ
- 脚本：中山隆三
- 演出：酒井辰雄

### 1972年版
1972年1月17日から同年1月28日まで、NHK総合テレビの『銀河ドラマ』（後の『銀河テレビ小説』）で放送。全10回。
キャスト
- 細川俊之
- 高橋長英
- 岡田可愛
- 野川由美子
- 大原麗子

スタッフ
- 脚本：岡本克己
- 演出：宮沢俊樹

### 前後番組
| TBS系列 近鉄金曜劇場                  | TBS系列 近鉄金曜劇場             | TBS系列 近鉄金曜劇場 |
| 前番組                                | 番組名                           | 次番組               |
| ------------------------------------- | -------------------------------- | -------------------- |
| 鹿鳴館 【TBS制作】                    | 家族会議（1961年版） 【ABC制作】 | 師走の女 【ABC制作】 |
| 日本テレビ系列 月 - 土13:00 - 13:15枠 |                                  |                      |
| 新宿婦人                              | 家族会議（1964年版）             | 女にうまれて         |
| NHK総合テレビジョン 銀河ドラマ        |                                  |                      |
| 針女                                  | 家族会議（1972年版）             | 霧の旗               |